# トゥクヴァルチェリ
トゥクヴァルチェリ（グルジア語: ტყვარჩელი、英: Tkvarcheli）は、国際的にはジョージア（グルジア）国内の自治共和国とされるアブハジアの都市。アブハズ語名はトゥワルチャル（Тҟəарчал）、ロシア語名はトクアルチャル（Ткуарчал）、トクヴァルチェリ（Ткварчели）。ガリズガ川（アールズガ川）沿いに位置し、鉄道でオチャムチラとつながっている。

## 歴史
1935年から近郊で始まった炭鉱採掘で1942年に町となり、第二次世界大戦にはドネツ平原などに輸出したが一時ナチス・ドイツに占領された。
1992年から93年にかけて起こったアブハジア紛争ではグルジア軍により包囲された。1995年に新設されたトクアルチャル地区（トゥクヴァルチェリ地区）の中心地となった。

## 産業
長きに亘り炭鉱は街の中核産業であるが、ソ連の鉱山は既に閉ざされ、現在ではアブハジアとトルコの合弁会社であるトムサシュ社が露天掘りを行うのみである。トクアルチャル地区の予算の実に75%は同社からの納税で賄われているが、同社には環境基準に違反していると批判の声もある。2014年のソチオリンピックに向け、新しいセメント工場が目下計画中。グルジアは1996年のCIS会議でこの投資一切を明白な違法行為と主張しており、トゥクヴァルチェリ産の原炭を積んだ大型船数隻を拿捕したこともある。その理由として「トムサシュ社を破たん寸前に追い込むため」との説がある。

## 人口動態

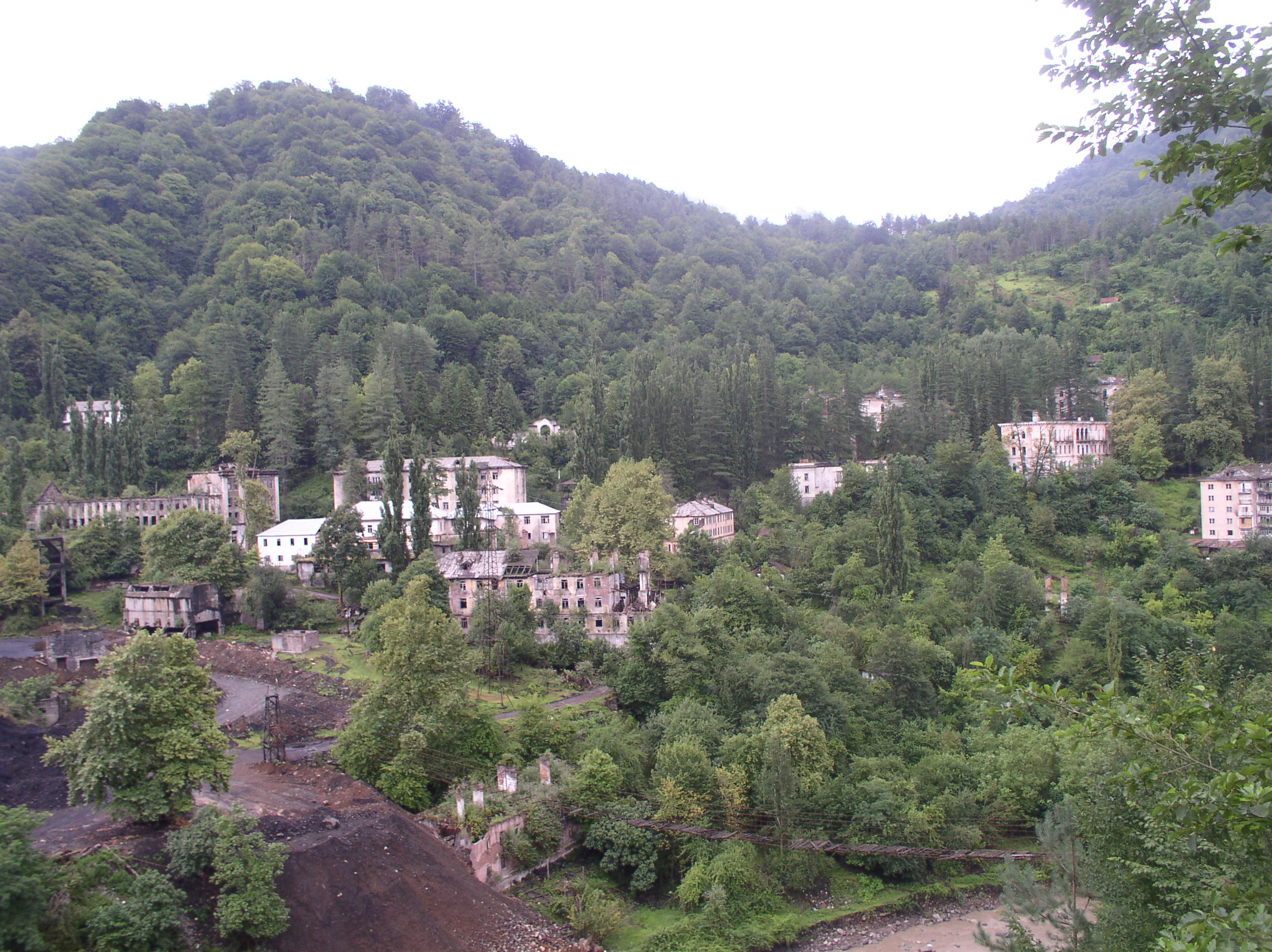
トゥクヴァルチェリのアカルマラ地区

1989年には2万1744人が暮らし、主にアブハジア人（42.3%）、ロシア人（24.5%）、グルジア人（23.4%）の3グループから構成されていた。しかしアブハジア紛争の末、産業活動が完全に停止し、人口が大幅に減少した。2004年時点での人口は7000人から8000人とされるが、4800人しかいないという報告もある。